# Devon Hughes
Devon Hughes (New Rochelle (New York), 1 augustus 1972) is een Amerikaans professioneel worstelaar die vooral bekend is van zijn tijd bij Extreme Championship Wrestling en World Wrestling Entertainment (WWE) als D-Von Dudley en Total Nonstop Action Wrestling (TNA) als Devon.
Hughes worstelde jarenlang samen met Mark LoMonaco als de Dudley Boyz. Als Dudley Boyz wonnen ze meerdere titels in het afdeling van de tag teams. Tijdens zijn periode bij TNA, werd hij lid van Aces & Eights.

## In het worstelen
- Afwerking en kenmerkende bewegingen
  - Piledriver
  - Rope hung neckbreaker
  - Saving Grace
  - Snap scoop powerslam pin
  - 360° corkscrew back elbow smash
  - Delayed vertical suplex
  - Diving headbutt
  - Inverted leg drop bulldog
  - Lou Thesz press followed by multiple punches
  - Reverse DDT
  - Running leaping shoulder block
  - Russian legsweep
  - Sidewalk slam

- Managers
  - Sign Guy Dudley
  - Joel Gertner
  - Paul Heyman
  - Jenna Jameson
  - Stacy Keibler
  - Batista
  - Johnny Devine

## Prestaties
- All Japan Pro Wrestling
  - AJPW Real World Tag League (1 keer met Brother Ray)

- Extreme Championship Wrestling
  - ECW World Tag Team Championship (8 keer met Buh Buh Ray Dudley)

- New Japan Pro Wrestling
  - IWGP Tag Team Championship (1 keer met Brother Ray)

- Total Nonstop Action Wrestling
  - NWA World Tag Team Championship (1 keer met Brother Ray)
  - TNA World Tag Team Championship (1 keer met Brother Ray)
  - TNA Television Championship (2 keer)

- World Wrestling Federation / World Wrestling Entertainment
  - WWE World Tag Team Championship (8 keer met Bubba Ray Dudley)
  - WWE Tag Team Championship (1 keer met Bubba Ray Dudley)

- World Wrestling Organization
  - WWO International Championship (1 keer)

- Andere titels
  - NEW United States Championship (1 keer)
  - NSWA United States Championship (1 keer)